# جعفر حسان
جعفر بن عبد الفتاح بن حسان (1968- ) سياسي واقتصادي أردني، يشغل منصب رئيس الوزراء الأردني ووزير الدفاع منذ 18 سبتمبر 2024. شغل سابقاً منصب وزير التخطيط والتعاون الدولي (2009-2013)، ومدير مكتب الملك عبدالله الثاني (2014-2018)، ونائب رئيس الوزراء وزير دولة للشؤون الاقتصادية في عام 2018.

## النشأة
ولد عام 1968 في عمان، والده عبد الفتاح بن حسان الدنادنة من مواليد خريبة السوق (1921-1990). تلقى دراسته في مدرسة المطران في عمان التي تخرج فيها عام 1985، واكمل دراسته الجامعية في فرنسا وسويسرا والولايات المتحدة الأمريكية، حيث حصل على شهادة البكالوريوس وشهادات الماجستير والدكتوراه. متزوج ولديه ثلاثة أبناء.

## حياته المهنية
التحق للعمل في الخارجية الأردنية في عام 1991، حيث عمل في كل من في واشنطن العاصمة وجنيف، ومن عام 2006 إلى عام 2009، شغل منصب مدير دائرة الشؤون الدولية في الديوان الملكي الهاشمي. وفي عام 2009 عين وزيرًا للتخطيط والتعاون الدولي وهو المنصب الذي شغله حتى عام 2013.
شغل منصب مدير مكتب الملك عبدالله الثاني (2014 – 2018)، ومنصب نائب رئيس الوزراء وزير دولة للشؤون الاقتصادية في عام 2018، ليعود مرة أخرى مديرا لمكتب الملك عبدالله الثاني بين عامي (2021-2024). وهو مؤلف كتاب: (الاقتصاد السياسي الأردني - بناء في رحم الازمات) نُشر عام 2020.

## رئاسة الوزراء
كلفه الملك عبد الله الثاني يوم 15 سبتمبر 2024 بتشكيل حكومة جديدة، خلفا لحكومة الدكتور بشر الخصاونة، التي استقالت أثر الانتخابات البرلمانية 2024.
وفي 18 سبتمبر 2024 أدت حكومة جعفر حسان اليمين الدستورية أمام العاهل الأردني عبد الله الثاني. 
في 4 ديسمبر 2024، صوت البرلمان الأردني لمنح الثقة لحكومة جعفر حسان، حيث وافق 82 نائب من أصل 137، مقابل اعتراض 53 وامتناع 2 عن التصويت.

## المؤهلات العلمية
- شهادتا دكتوراه وماجستير في العلوم السياسية والاقتصاد الدولي من المعهد الأعلى للدراسات الدولية والتنموية بجامعة جنيف/ سويسرا.[8]
- شهادة الماجستير في الإدارة العامة من جامعة هارفارد-كمبريدج/ الولايات المتحدة الأميركية.
- شهادة الماجستير في العلاقات الدولية من جامعة بوسطن/ الولايات المتحدة الأميركية.
- شهادة البكالوريوس في العلاقات الدولية من الجامعة الأمريكية في باريس/ فرنسا.

## مناصب
- ملحقاً في وزارة الخارجية (1991).[3]
- مكتب سموّ السكرتير العسكري لجلالة الملك ومكتب سموّ المستشار الثقافي لجلالة الملك/ الديوان الملكي الهاشمي (1993 – 1995).
- ضمن بعثة الأردن الدائمة لدى الأمم المتحدة في جنيف (1995-1999).
- مجلس أمن الدولة/ الديوان الملكي الهاشمي (1999-2001).
- قائماً بالأعمال ونائباً للسفير الأردني في واشنطن (2001-2006).
- مديراً لدائرة الشؤون الدولية في الديوان الملكي الهاشمي بالدرجة العليا (2006-2009).
- وزيراً للتخطيط والتعاون الدولي (2009-2013) في كلّ من: حكومتَي سمير الرفاعي الأولى والثانية، وحكومة معروف البخيت الثانية، وحكومة عون الخصاونة، وحكومة فايز الطراونة الثانية، وحكومة عبدالله النسور الأولى.
- شغل بصفته وزيراً للتخطيط والتعاون الدولي منصبَ محافظ الأردن لدى كلّ من البنك الدولي، وبنك التنمية الإسلامي، وبنك الإعمار الأوروبي. وأشرف خلال ذلك على علاقات الأردن مع المؤسسات التنموية الدولية، بما في ذلك الصناديق التنموية العربية وبنك الإعمار الأوروبي.
- نائباً لرئيس مجلس أمناء صندوق الملك عبد الله الثاني للتنمية، ونائباً لرئيس هيئة مديري مركز الملك عبد الله الثاني للتصميم والتطوير، وعضواً في مجلس إدارة البنك الأردني الكويتي في عمان (2013-2014).
- مديراً لمكتب جلالة الملك عبد الله بن الحسين (2014-2018).
- نائباً لرئيس الوزراء ووزير دولة للشؤون الاقتصادية في حكومة هاني الملقي الثانية (شباط-حزيران 2018).
- مديرا لمكتب الملك عبد الله الثاني (2021 – 2024).

## الأوسمة
- وسام الكوكب الأردني من الدرجة الأولى.
- وسام مئوية الدولة الأولى.
- وسام الاستقلال من الدرجة الثالثة.
- وسام الجدارة من درجة الصليب الأعظم من البرتغال.
- وسام (Order of the Crown Grand Cross) من بلجيكا.
- وسام (Order of Merit of the Italian Republic) من إيطاليا.
- وسام (Order of the Rising Sun, Gold and Silver Star) من اليابان.[9]